# يان كينغ (ملاكم)
يان كينغ (بالإنجليزية: Ian King)‏ (1 يونيو 1943 - ) هو لاعب كريكت وملاكم أسترالي.

## روابط خارجية
- يان كينغ على موقع إي آس بي آن كريك إنفو (الإنجليزية)